# زرین‌آباد
زرین‌آباد یکی از شهرهای ایران در استان زنجان است. این شهر مرکز شهرستان ایجرود است. زبان مردم این شهر ترکی آذربایجانی است.

## جمعیت
بر پایه سرشماری عمومی نفوس و مسکن در سال ۱۳۹۵ جمعیت این شهر ٢,٣٧۴ نفر (در ۱۰۱۱ خانوار) بوده‌است.